# Rhododendron octandrum
Rhododendron octandrum är en ljungväxtart som beskrevs av M.Y. He. Rhododendron octandrum ingår i släktet rododendron, och familjen ljungväxter. Inga underarter finns listade i Catalogue of Life.